# Алипулатов, Ильман Субханович
Ильма́н Субха́нович Алипула́тов (лезг. Ильман Субгьанович Алипулатов; 28 февраля 1954, Гарах, Дагестанская АССР — 14 ноября 2022, Махачкала) — российский, дагестанский журналист, общественно-политический деятель, политолог, публицист, юрист, филолог. Главный редактор ГТРК «Дагестан» (1992—1994). Действительный член (академик) Европейской Академии естественных наук, главный учёный секретарь Дагестанского отделения Европейской Академии естественных наук. Кандидат филологических наук. Депутат Народного Собрания РД (3-го и 7-го созыва), член Общественной палаты РД.

## Биография
Родился 28 февраля 1954 года в селе Гарах Докузпаринского района Дагестанской АССР (ныне на территории Магарамкентского района). По национальности — лезгин. Отец — Субхан Гайбатович Алипулатов (1922—1967) — ветеран Великой Отечественной войны. Ушёл на фронт 1 октября 1941 года, сражался под Курском, Сталинградом и на Белорусском фронте, дошёл до Берлина. Демобилизовался в июне 1946 года в звании старшего лейтенанта, имел много наград. Некоторое время проучился в Буйнакском педагогическом училище, преподавал в Гарахской средней школе, а после окончания войны окончил очное отделение автодорожного техникума. Работал в системе МВД, в том числе ОБХСС г. Махачкалы. Руководил рядом организаций по строительству автомобильных дорог. Похоронен в г. Дагестанские Огни. Мать — Саат Ахмедовна — участник трудового фронта, рыла окопы в Чир-Юрте. Работала медицинским работником, затем в детском доме, школе-интернате воспитателем, врачом, поваром.
В семье было шестеро детей. Сестра Галина (Хаметова) — филолог; Раиса (Асварова) — инженер-технолог; Фероза (Аликулиева) — экономист; брат Юрий — инженер-строитель, заместитель директора Махачкалинского строительного техникума; Валентин — предприниматель.
С отличием окончил юридический факультет Дагестанского государственного университета (ДГУ), филологический факультет Дагестанского государственного педагогического института (ДГПУ), Международный институт Управления, аспирантуру. Кандидат филологических наук, доцент. Действительный член (академик) Европейской Академии естественных наук, главный учёный секретарь Дагестанского отделения Европейской Академии естественных наук.
С 1977 по 1985 гг. работал редактором Комитета по телевидению и радиовещанию (ГКТРД) Совета Министров Дагестанской АССР. С 1985 по 1989 гг. — старший редактор информационной программы «Семь дней Махачкалы» ГКТРД. Впоследствии её переименовали в «30 минут столицы». С 1989 по 1992 гг. — руководитель отдела писем, социологических исследований, коммерческих работ; главный редактор — директор творческого объединения «Эфир» Гостелерадио Дагестана. Вёл передачу «Наша почта». С 1992 по 1994 гг. — главный редактор Гостелерадиокомпании «Дагестан». С 1999 года — ведущий телевизионной передачи «Акценты». За двадцать лет было выпущено более 960 передач. C 2005 года работал заведующим кафедрой телевидения и радиовещания (электронных СМИ) и директором института визуального искусства и журналистики ДГУ. С 2008 года заместитель Председателя — директор объединённой дирекции информационного и общественно-политического вещания ГТРК «Дагестан». С 2010 года руководитель общественно-политического ТВ ВГТРК «Дагестан».
У Ильмана Алипулатова был внук, которого тоже звали Ильман. Он писал статьи в дагестанских газетах «Молодёжь Дагестана» и «Орлёнок». В 2015 году в возрасте 16-ти лет Ильман Алипулатов-младший умер от рака головного мозга. После смерти внука Алипулатов-старший создал фонд его имени (Фонд им. Ильмана Алипулатова (младшего) «Подарим детям завтра»), помогающий больным детям. Памяти внука также проводится ежегодный международный литературный конкурс для детей в возрасте от 10 до 20 лет. В 2019 году в Махачкале был проведён борцовский турнир памяти внука.
Занимал различные должности и был руководителем и членом организаций:
- член Общественной палаты Республики Дагестан;
- сопредседатель штаба Общероссийского народного фронта в Дагестане[9];
- председатель регионального отделения Общероссийской общественной организации «Юристы за права и достойную жизнь»;
- руководитель республиканского фонда «Примирение»;
- сопредседатель республиканской общественной организации «Маслиат»;
- член президиума дагестанской ассоциации по связям с соотечественниками за рубежом «Ватан»;
- член политсовета местного отделения политической партии «Единая Россия»;
- сопредседатель дагестанского отделения «МедиаСоюза России»;
- депутат Народного собрания РД 3-го созыва;
- депутат Народного собрания РД 7-го созыва от партии «Справедливая Россия — За правду», заместитель председателя Комитета по национальной политике, вопросам общественных и религиозных объединений и межпарламентским связям (2021—2022);
- делегат 3-го съезда народов Дагестана;
- член общественного совета: при Минздраве РД (председатель)[9]; при Министерстве по делам молодёжи, при Управлении ФССП по РД;
- член учёного совета филологического факультета ДГУ;
- член редколлегии: научно-аналитического журнала «Регион» (политика, экономика, социология); регионального общественно-политического журнала «Лицо Кавказа»; республиканского журнала «Народы Дагестана»; научного журнала «Известия Дагестанского государственного педагогического университета» (общественные и гуманитарные науки);
- председатель редакционного Совета информационно-аналитического журнала «МедиаПрофиль»[1];
- председатель республиканского отделения партии «Родина» (с октября 2020 по июль 2021 г.)[10][11].

Автор ряда монографий по политологии, роли СМИ на современном этапе. Автор книг: «Мои современники» (2003 г.), «Телевизионная речь: семантико-фразеологический аспект», «Комментарий к эпохе выживания», «Власть. СМИ. Общество. Отношения на паритетной основе», «Диалог власти и общества», «Время. Люди. События». Автор более 130 научных и аналитических статей по журналистике, истории русского литературного языка, языку средств массовой информации. Руководил рядом популярных телевизионных проектов на дагестанском телевидении. Подготовил десятки видео и документальных фильмов об известных людях Дагестана.
Скончался 14 ноября 2022 года в возрасте 68 лет в Махачкале. В момент смерти находился в здании Правительства Дагестана. Предположительно причиной смерти стал оторвавшийся тромб. Похоронен 15 ноября 2022 года в Махачкале возле могилы внука. Глава Дагестана Сергей Меликов по поводу смерти Алипулатова написал в своём телеграм-канале «Ушёл из жизни Ильман Субханович Алипулатов — талантливый журналист, общественный деятель, депутат Народного Собрания республики. Своей главной задачей в любом статусе он считал служение интересам дагестанцев. Ильмана Субхановича все называют принципиальным и справедливым человеком, который искренне любил Дагестан и старался принести пользу родной республике…».

## Награды и премии
- Почётное звание «Заслуженный работник культуры Республики Дагестан» (1998 г.) и Российской Федерации (2001 г.);
- почётные грамоты РД, Народного Собрания РД, ВГТРК, Союза журналистов РФ и РД;
- лауреат республиканской премии Союза журналистов Дагестана;
- лауреат премии Республики Дагестан «За лучшее освещение в СМИ деятельности органов власти»;
- лауреат региональной журналистской премии «Золотой орёл» в номинации «Верность профессии»;
- победитель Всероссийского конкурса «Честный выбор-2011» в номинации «печатные и интернет СМИ»;
- орден «За заслуги перед Республикой Дагестан»;
- региональные общественные награды: Золотая Звезда и звание «Народный герой Дагестана», а также звание «Народный герой Кавказа» за особые заслуги перед многонациональным народом Кавказа[16];
- золотой орден общественного признания «Честь и гордость Дагестана — Золотой орёл»[17];
- медаль «За доблестный труд. В ознаменование 65-летия Победы в Великой Отечественной войне»;
- медаль «За сохранение мира в Дагестане»;
- почётный гражданин г. Махачкалы[18], а также Магарамкентского, Докузпаринского, Ахтынского, Рутульского[14] и Кулинского районов РД[1];
- орден Ломоносова за заслуги и большой личный вклад в развитие отечественной науки и образования (2022 г.)[19].

По итогам социологических опросов четыре года подряд (с 2015 по 2018 год) признавался лучшим телевизионным журналистом Дагестана.